# Morgan Staigre
Morgan Staigre, né le 27 janvier 1988 à Reims, est un joueur français de handball qui évolue au poste d'arrière gauche ou de demi-centre.
Il a notamment évolué à US Ivry où il signe son premier contrat professionnel en 2009. Il a également été sélectionné en équipe de France junior avec laquelle il a remporte une médaille de bronze au championnat d'Europe 2008 (da).